# زلزال ألوم روك 2007
زلزال ألوم روك 2007 هو زلزالٌ وقعَ في منتزه ألوم روك الوطني ‏ في الولايات المتحدة بتاريخ 30 أكتوبر 2007.